# Jinxing (socken i Kina, Guizhou)
Jinxing (kinesiska: 锦星, 锦星乡) är en socken i Kina. Den ligger i provinsen Guizhou, i den sydvästra delen av landet, omkring 84 kilometer nordväst om provinshuvudstaden Guiyang. Antalet invånare är 19432. Befolkningen består av 9 467 kvinnor och 9 965 män. Barn under 15 år utgör 29,0 %, vuxna 15-64 år 60 %, och äldre över 65 år 9,0 %.